# Phoebe cornuta
Phoebe cornuta là một loài bọ cánh cứng trong họ Cerambycidae.